# Скарлетт (кішка)
Скарлетт (1995—2008) — безпритульна кішка з Брукліна, штат Нью-Йорк, яка привернула увагу світових ЗМІ, коли рятуючи від пожежі своїх кошенят, вона ледь не загинула сама.

## Пожежа
30 березня 1996 року Скарлетт (тоді їй було близько 9 місяців) та її п'ять кошенят знаходились у занедбаному гаражі, який використовувався як наркопритон в Брукліні. В це час з невідомих причин там сталася пожежа. Пожежна служба Нью-Йорка відреагувала на дзвінок про пожежу і швидко ліквідувала її. Коли пожежу вдалося взяти під контроль, пожежник Девід Джаннеллі, помітив, як кішка виносить кошенят одне за одним з гаража.
Сама Скарлет сильно постраждала в процесі рятування кошенят з вогню. Її очі були закриті пухирями, вуха, лапи та хутро сильно обгоріли. Більшість її шерсті на морді була спалена. Врятувавши кошенят, вона торкалася носом кожного кошеняти, щоб переконатись, що всі вони там, оскільки пухирі на очах не давали їй можливість побачити їх, а потім вона знепритомніла.

## Одужання
Джаннеллі відправив усю котячу сім'ю до ветеринарної клініки в Порт-Вашингтоні, штат Нью-Йорк. Одне найслабше кошеня померло від інфекції через місяць після пожежі. Однак після трьох місяців лікування та одужання Скарлетт та її кошенята, що вижили, були цілком придатними для усиновлення.

## Міжнародні ЗМІ
Історія Скарлетт привернула міжнародну увагу, і клініка отримала понад 7000 листів з пропозицією усиновити Скарлет та її кошенят. Зрештою клініка вирішила розділити кошенят на дві пари, і пари були передані на усиновлення жителям Лонг-Айленда та Порт-Вашингтона.
Саму Скарлетт усиновила Карен Веллен. У своєму листі Веллен зазначила, що в результаті втрати кота незабаром після того, як сама постраждала в дорожньо-транспортній пригоді, вона стала більш співчутливою і прийматиме лише тварин з особливими потребами.

## Смерть
Скарлет померла 11 жовтня 2008 року у віці 13 років, перебуваючи разом з прийомною сім'єю в Брукліні. Скарлетт потребувала постійної допомоги внаслідок поранень. Під час одужання у Ветеринарному медичному центрі Ліги тварин у неї діагностували шум у серці. Після її смерті повідомлялося, що вона хворіла на численні захворювання: лімфому, ниркову недостатність та інші.

## Премія Скарлетт
На честь Скарлетт організація The North Shore Animal League заснувала нагороду під назвою «Премія Скарлетт за героїзм тварин». Нагорода вручається тваринам, які вчинили героїчні дії на користь інших тварин чи людей.